# (66062) 1998 RG1
(66062) 1998 RG1 es un asteroide perteneciente al cinturón de asteroides, descubierto el 10 de septiembre de 1998  desde el Observatorio de Višnjan, Zvjezdarnica Višnjan, Croacia.

## Designación y nombre
Designado provisionalmente como 1998 RG1.

## Características orbitales
1998 RG1 está situado a una distancia media del Sol de 3,168 ua, pudiendo alejarse hasta 3,785 ua y acercarse hasta 2,551 ua. Su excentricidad es 0,195 y la inclinación orbital 10,198 grados. Emplea 2059,72 días en completar una órbita alrededor del Sol.
Los próximos acercamientos a la órbita de Júpiter ocurrirán el 5 de abril de 2105, el 25 de noviembre de 2115 y el 30 de mayo de 2126.
Pertenece a la familia de asteroides de (3330) Gantrisch.

## Características físicas
La magnitud absoluta de 1998 RG1 es 13,60. Tiene 12,115 km de diámetro y su albedo se estima en 0,072.